# Lovely Runner
Lovely Runner (hangul: 선재 업고 튀어; rr: Seonjae eopgo twi-eo; MR: Sŏnjae ŏpko t'wiŏ; lit. "pule nas costas de Sun-jae") (bra: Adorável Corredora) é uma série de televisão sul-coreana de 2024 estrelada por Byeon Woo-seok e Kim Hye-yoon. É baseada em uma web novel intitulada Tomorrow's Best, que também foi serializado como webtoon pelo ilustrador Doong Doong. Foi ao ar na tvN de 8 de abril de 2024 a 28 de maio de 2024, sendo exibido todas as segundas e terças-feiras às 20h50 (KST). Também está disponível em plataformas de streaming, como o TVING na Coreia do Sul, U-Next no Japão, Vidio na Indonésia e Viki, Viu e Netflix em regiões selecionadas.

## Sinopse
A série segue a jornada de Im Sol, uma grande fã do ídolo coreano Ryu Sun-jae. Sol, uma outrora promissora diretora de cinema cujos sonhos foram destruídos por um acidente que a deixou paralisada, encontra consolo nas músicas compostas por Sun-jae. No entanto, outra tragédia acontece quando Sun-jae se suicida, devastando Sol. Mas o destino tem outros planos quando Sol volta no tempo, há 15 anos, e acorda numa sala de aula. Vendo isso como uma chance divina, ela promete mudar as trajetórias de ambos.

## Elenco

### Principal
- Byeon Woo-seok como Ryu Sun-jae[6]

Uma grande estrela musical, que tem beleza, talento e charme. Ele é um ex-nadador que virou cantor e ator, mas sua vida como celebridade não terminou bem, levando à sua morte.
- Kim Hye-yoon como Im Sol[7]

Uma jovem fofa e adorável que desiste do sonho de se tornar cineasta em 2009, quando fica com as pernas paralisadas.
- Song Geon-hee como Kim Tae-sung[8]

Um ulzzang com um visual extravagante. Ele é baixista da banda Eclipse quando estudante do ensino médio. No presente, ele é policial.
- Lee Seung-hyub como Baek In-hyuk[9]

Um cara amigável. Ele é o melhor amigo de Sun-jae, além de líder e guitarrista da banda Eclipse.

### De apoio

#### Pessoas próximas de Sol
- Jung Young-ju como Park Bok-soon[10]

Mãe solteira de Sol e uma mulher muito resiliente. Ela administra uma loja de DVDs com problemas, ao mesmo tempo que cria seus dois filhos e cuida de sua mãe idosa.
- Seong Byeong-suk como Jung Mal-ja[11]

Avó de Sol, uma idosa gentil e sábia.
- Song Ji-ho como Im Geum[12]

O irmão mais velho de Sol. Ele é um aspirante a ator que nutre uma grande paixão pela atuação, mas enfrenta repetidas rejeição em testes.
- Seo Hye-won como Lee Hyun-joo[13]

A melhor amigo de Sol. Ela é ousada, perspicaz e teimosa.

#### Pessoas próximas de Sun-jae
- Kim Won-hae como Ryu Geun-deok[11]

Pai de Sun-jae e dono da Casa Galbit.
- Ahn Sang-woo como CEO Kim[11]

CEO da agência JNT de Sun-jae.
- Lee Il-jun como Park Dong-suk[14]

O agente de Sun-jae.

#### Pessoas próximas de Tae-sung
- Park Yoon-hee como Detetive Kim[15]

Pai de Tae-sung e um detetive veterano com 20 anos de experiência.
- Kim Hwi-gyu como Cha Yi-seul[15]

Amigo de Tae-sung que tem uma aparência diferente dos demais.

#### Pessoal do JNT
- Moon Yong-suk como Hyun-soo[11]

O baterista da banda Eclipse.
- Yang Hyuk como Jay[16]

Baixista e membro mais jovem da banda Eclipse.

#### Alunos da Escola Secundária Jagam
- Lee Chul-woo como Kim Hyung-gu

Membro do clube de natação da Jagam e autoproclamado rival de Sun-jae.
- Kim Hyun-kyu como Choi Hyun-gu

Amigo de Sun-jae da equipe de natação da Jagam.
- Jung Kang-hee como treinador Ahn

Treinador da equipe de natação da Jagam.
- Oh Se-young como Choi Ga-hyun[17]

Ex-namorada de Tae-sung.

### Outros
- Heo Hyeong-Gyu como Kim Young-Soo

Um motorista de táxi que guarda rancor de Sol e Sun-jae.
- Ko Tae-jin como Choi Jeong-hoon[18]

Funcionário do cinema onde Im Sol se candidatou para uma entrevista de emprego.

### Participações especiais
- Park Tae-hwan como ele mesmo[19]

Um nadador olímpico que planeja mostrar suas habilidades de natação para Sun-jae.
- Kwon Yu-ri como ela mesma[20]

Membro do lendário girl gorup Girls' Generation.
- Han Seung-yeon como uma DJ de rádio[21]
- Lee Soo-ji como a Vovó Celestial
- Kim Min-gi como Park Do-jun

## Produção

### Desenvolvimento
A série foi publicada originalmente como uma web novel no site KakaoPage entre julho e setembro de 2020, escrita por Kim Bbang. Posteriormente, foi adaptada, pelo ilustrador Doong Doong, para um webtoon, disponibilizado em setembro de 2021.
É dirigido pelo Yoon Jong-ho, famoso por ter co-dirigido outras obras populares, como Guardian: The Lonely and Great God (2016–2017), My Holo Love (2020) e Flower of Evil (2020). Também foi escrita por Lee Shi-eun, mais conhecida por ser autora de True Beauty (2020–2021).
Anteriormente, a série possuía o título Time Walking on Memory (hangul: 기억을 걷는 시간; rr: Gieog-eul geonneun sigan).
A roteirista Lee Si-eun afirmou que a personagem Im Sol foi criada especificamente com a atriz Kim Hye-yoon em mente. Também foi revelada que a série levou três anos para ser produzida e foi oferecida a vários outros atores antes que o papel fosse dado definitivamente a Byeon Woo-seok.

### Escolha do elenco
Em 28 de março de 2023, surgiram informações afirmando que Kim Hye-yoon e Byeon Woo-seok estavam analisando e considerando assumir os papéis principais. Suas participações foram posteriormente confirmadas em 19 de julho pela equipe de produção da tvN. Em 27 de julho, Song Geon-hee também foi escalado para co-estrelar a série ao lado de Kim e Byeon. Ainda no mesmo dia, houve rumores sobre Lee Seung-hyub aparecer no drama, mas sua agência confirmou efetivamente sua participação na produção em 31 de julho. Nos dias seguintes, foi relatado que Yang Hyuk também se juntaria ao elenco principal.

### Filmagem
As filmagens da série começaram no segundo semestre de 2023.

## Trilha sonora

### Lovely Runner: Original Soundtrack
A trilha sonora do drama foi compilada em um álbum de três partes, lançado através da gravadora sul-coreana Stone Music Entertainment em 28 de maio de 2024. O CD 1 contém as músicas da banda Eclipse, o CD 2 contém as músicas-tema da série e o CD 3 contém toda a trilha sonora.
| CD 1           |                          |                |                          |                |         |  |
| N.º            | Título                   | Letras         | Música                   | Artista        | Duração |  |
| 1.             | "Sudden Shower" (소나기) | Han Sung-ho    | Han Sung-ho Park Soo-suk | Eclipse        | 3:53    |  |
| 2.             | "Run Run"                | Jeong Jin-wook | Yipro                    | Eclipse        | 3:34    |  |
| 3.             | "You & I"                | Kim Min Taylor | Kim Min Taylor           | Eclipse        | 2:49    |  |
| 4.             | "No Fate" (만날테니까)   | San Yoon       | Vendurs                  | Eclipse        | 2:47    |  |
| 5.             | "I'll Be There"          | G. Gorilla     | G. Gorilla               | Eclipse        | 3:52    |  |
| Duração total: | Duração total:           | Duração total: | Duração total:           | Duração total: | 16:55   |  |

| CD 2           |                                           |                                     |                                        |                          |         |  |
| N.º            | Título                                    | Letras                              | Música                                 | Artista                  | Duração |  |
| 1.             | "Star"                                    | Jeong Koo-hyun Aseul                | Jeong Koo-hyun                         | N.Flying                 | 3:38    |  |
| 2.             | "Like a Dream" (꿈결같아서)               | Jeong Koo-hyun Aseul                | Jeong Koo-hyun                         | Minnie ((G)I-dle)        | 4:09    |  |
| 3.             | "May I Love You?" (이 마음을 전해도 될까) | Park Woo-sang (LOGOS) Song Yoo-jin  | Park Woo-sang (LOGOS) SIU Song Yoo-jin | Umji (Viviz)             | 3:18    |  |
| 4.             | "Super Ultra Man" (슈퍼울트라맨)          | Deundeun Man                        | Deundeun Man                           | Deundeun Man             | 3:18    |  |
| 5.             | "A Day"                                   | Han Jae-hwan Park Jeong-jun         | Han Jae-hwan                           | Jongho (Ateez)           | 3:52    |  |
| 6.             | "I Think I Did" (그랬나봐)                | You Hee-yeol                        | You Hee-yeol                           | Yoo Hwe-seung (N.Flying) | 4:20    |  |
| 7.             | "Monologue" (독백)                        | Baek Seung-jae Jason Moon Sean Kimm | Baek Seung-jae Jason Moon              | Jae Yeon                 | 3:11    |  |
| 8.             | "Spring Snow" (봄눈)                      | Choi In-young                       | Choi In-young                          | 10cm                     | 3:21    |  |
| 9.             | "Gift" (선물)                             | Choi In-young                       | Yoon Young-jun                         | Ha Sung-woon             | 4:49    |  |
| 10.            | "Please Don't Leave Anywhere" (떠나지마)  | Doko                                | Doko Sa Seung-ho                       | Doko                     | 3:21    |  |
| Duração total: | Duração total:                            | Duração total:                      | Duração total:                         | Duração total:           | 16:28   |  |

| CD 3           |                                 |                |         |  |
| N.º            | Título                          | Artista        | Duração |  |
| 1.             | "My Only One Star"              | Kim Tae-yeong  | 2:13    |  |
| 2.             | "Lonely Planet"                 | muii           | 3:30    |  |
| 3.             | "Swing of Hips"                 | Moon Jung-uk   | 1:15    |  |
| 4.             | "Plain Mat"                     | Dennis Chang   | 0:55    |  |
| 5.             | "Heavy Thoughts"                | Kim Yu-hyun    | 2:30    |  |
| 6.             | "Warmth"                        | Mond           | 1:25    |  |
| 7.             | "Our Dream"                     | Han Jae-wan    | 1:33    |  |
| 8.             | "Holland"                       | muii           | 1:54    |  |
| 9.             | "Me, Myself"                    | Dennis Chang   | 1:34    |  |
| 10.            | "Let's Fight"                   | Moon Jung-uk   | 1:04    |  |
| 11.            | "Long Day"                      | Kim Yuh-yun    | 2:23    |  |
| 12.            | "Clockwise"                     | Mond           | 1:04    |  |
| 13.            | "Black Tail"                    | muii           | 1:28    |  |
| 14.            | "Small Candy"                   | Han Jae-wan    | 0:45    |  |
| 15.            | "Ark"                           | Dennis Chang   | 1:32    |  |
| 16.            | "Time Machine"                  | Kim Tae-yeong  | 2:37    |  |
| 17.            | "The News"                      | Moon Jung-uk   | 1:36    |  |
| 18.            | "Breeze"                        | Kim Yu-hyu     | 1:48    |  |
| 19.            | "Walking Cat"                   | Mond           | 0:57    |  |
| 20.            | "Youth"                         | muii           | 1:05    |  |
| 21.            | "My Cat"                        | Han Jae-wan    | 1:03    |  |
| 22.            | "Art Tech"                      | Dennis Chang   | 1:51    |  |
| 23.            | "Dream Loop"                    | Moon Jung-uk   | 1:26    |  |
| 24.            | "Sweet Time"                    | Kim Yuh-yun    | 2:13    |  |
| 25.            | "Harmony"                       | Kim Tae-yeong  | 1:11    |  |
| 26.            | "Fresh Day"                     | Moon Jung-uk   | 0:50    |  |
| 27.            | "Jump"                          | Kim Yuh-yun    | 1:40    |  |
| 28.            | "Sol Life"                      | muii           | 2:01    |  |
| 29.            | "Not Over You"                  | Dennis Chang   | 1:36    |  |
| 30.            | "Holly Molly"                   | Moon Jung-uk   | 1:34    |  |
| 31.            | "Last Loop"                     | Kim Yuh-yun    | 2:23    |  |
| 32.            | "Zany Clown"                    | Mond           | 0:38    |  |
| 33.            | "Pulse"                         | Moon Jung-uk   | 1:43    |  |
| 34.            | "Underwater"                    | muii           | 2:17    |  |
| 35.            | "The More I Do"                 | Dennis Chang   | 0:52    |  |
| 36.            | "Secretly, Stealthily, Quietly" | Moon Jung-uk   | 1:43    |  |
| 37.            | "It's Alright"                  | Kim Yuh-yun    | 1:26    |  |
| 38.            | "Looming Shadow"                | Moon Jung-uk   | 1:13    |  |
| Duração total: | Duração total:                  | Duração total: | 59:38   |  |

### Singles
A lista a seguir contém os singles de Lovely Runner: Original Soundtrack.
Part 1
| Lançado em 8 de abril de 2024 |                                |                |                          |                |         |  |
| N.º                           | Título                         | Letras         | Música                   | Artista        | Duração |  |
| 1.                            | "Sudden Shower" (소나기)       | Han Sung-ho    | Han Sung-ho Park Soo-suk | Eclipse        | 3:53    |  |
| 2.                            | "Run Run"                      | Jeong Jin-wook | Yipro                    | Eclipse        | 3:34    |  |
| 3.                            | "You & I"                      | Kim Min Taylor | Kim Min Taylor           | Eclipse        | 2:49    |  |
| 4.                            | "No Fate" (만날테니까)         | San Yoon       | Vendurs                  | Eclipse        | 2:47    |  |
| 5.                            | "Sudden Shower" (소나기;Inst.) |                | Han Sung-ho Park Soo-suk |                | 3:53    |  |
| 6.                            | "Run Run" (Inst.)              |                | Yipro                    |                | 3:34    |  |
| 7.                            | "You & I" (Inst.)              |                | Kim Min Taylor           |                | 2:49    |  |
| 8.                            | "No Fate" (만날테니까; Inst.)  |                | Vendurs                  |                | 2:47    |  |
| Duração total:                | Duração total:                 | Duração total: | Duração total:           | Duração total: | 26:10   |  |

Part 2
| Lançado em 9 de abril de 2024 |                |                      |                |                |         |  |
| N.º                           | Título         | Letras               | Música         | Artista        | Duração |  |
| 1.                            | "Star"         | Jeong Koo-hyun Aseul | Jeong Koo-hyun | N.Flying       | 3:38    |  |
| 2.                            | "Star" (Inst.) |                      | Jeong Koo-hyun |                | 3:38    |  |
| Duração total:                | Duração total: | Duração total:       | Duração total: | Duração total: | 7:16    |  |

Part 3
| Lançado em 16 de abril de 2024 |                                    |                      |                |                   |         |  |
| N.º                            | Título                             | Letras               | Música         | Artista           | Duração |  |
| 1.                             | "Like a Dream" (꿈결같아서)        | Jeong Koo-hyun Aseul | Jeong Koo-hyun | Minnie ((G)I-dle) | 4:09    |  |
| 2.                             | "Like a Dream" (꿈결같아서; Inst.) |                      | Jeong Koo-hyun |                   | 4:09    |  |
| Duração total:                 | Duração total:                     | Duração total:       | Duração total: | Duração total:    | 8:18    |  |

Part 4
| Lançado em 23 de abril de 2024 |                                                  |                                    |                                        |         |  |
| N.º                            | Título                                           | Letras                             | Música                                 | Duração |  |
| 1.                             | "May I Love You?" (이 마음을 전해도 될까)        | Park Woo-sang (LOGOS) Song Yoo-jin | Park Woo-sang (LOGOS) SIU Song Yoo-jin | 3:18    |  |
| 2.                             | "Super Ultra Man" (슈퍼울트라맨)                 | Deundeun Man                       | Deundeun Man                           | 3:18    |  |
| 3.                             | "I'll Be There"                                  | G.Gorilla                          | G.Gorilla                              | 3:52    |  |
| 4.                             | "May I Love You?" (이 마음을 전해도 될까; Inst.) |                                    | Park Woo-sang (LOGOS) SIU Song Yoo-jin | 3:18    |  |
| 5.                             | "Super Ultra Man" (슈퍼울트라맨; Inst.)          |                                    | Deundeun Man                           | 3:17    |  |
| 6.                             | "I'll Be There" (Inst.)                          |                                    | G.Gorilla                              | 3:52    |  |
| Duração total:                 | Duração total:                                   | Duração total:                     | Duração total:                         | 20:55   |  |

Part 5
| Lançado em 30 de abril de 2024 |                 |                             |                |                |         |  |
| N.º                            | Título          | Letras                      | Música         | Artista        | Duração |  |
| 1.                             | "A Day"         | Han Jae-hwan Park Jeong-jun | Han Jae-hwan   | Jongho (Ateez) | 3:52    |  |
| 2.                             | "A Day" (Inst.) |                             | Han Jae-hwan   |                | 3:52    |  |
| Duração total:                 | Duração total:  | Duração total:              | Duração total: | Duração total: | 7:45    |  |

Part 6
| Lançado em 6 de maio de 2024 |                                   |                |                |                          |         |  |
| N.º                          | Título                            | Letras         | Música         | Artista                  | Duração |  |
| 1.                           | "I Think I Did" (그랬나봐)        | You Hee-yeol   | You Hee-yeol   | Yoo Hwe-seung (N.Flying) | 4:20    |  |
| 2.                           | "I Think I Did" (그랬나봐; Inst.) |                | You Hee-yeol   |                          | 4:20    |  |
| Duração total:               | Duração total:                    | Duração total: | Duração total: | Duração total:           | 8:41    |  |

Part 7
| Lançado em 7 de maio de 2024 |                           |                                     |                           |                |         |  |
| N.º                          | Título                    | Letras                              | Música                    | Artista        | Duração |  |
| 1.                           | "Monologue" (독백)        | Baek Seung-jae Jason Moon Sean Kimm | Baek Seung-jae Jason Moon | Jae Yeon       | 3:11    |  |
| 2.                           | "Monologue" (독백; Inst.) |                                     | Baek Seung-jae Jason Moon |                | 3:10    |  |
| Duração total:               | Duração total:            | Duração total:                      | Duração total:            | Duração total: | 6:22    |  |

Part 8
| Lançado em 14 de maio de 2024 |                             |                |                |                |         |  |
| N.º                           | Título                      | Letras         | Música         | Artista        | Duração |  |
| 1.                            | "Spring Snow" (봄눈)        | Choi In-young  | Choi In-young  | 10cm           | 3:21    |  |
| 2.                            | "Spring Snow" (봄눈; Inst.) |                | Choi In-young  |                | 3:21    |  |
| Duração total:                | Duração total:              | Duração total: | Duração total: | Duração total: | 6:43    |  |

Part 9
| Lançado em 21 de maio de 2024 |                      |                |                |                |         |  |
| N.º                           | Título               | Letras         | Música         | Artista        | Duração |  |
| 1.                            | "Gift" (선물)        | Choi In-young  | Yoon Young-jun | Ha Sung-woon   | 4:49    |  |
| 2.                            | "Gift" (선물; Inst.) |                | Yoon Young-jun |                | 4:49    |  |
| Duração total:                | Duração total:       | Duração total: | Duração total: | Duração total: | 9:39    |  |

Part 10
| Lançado em 27 de maio de 2024 |                                                 |                |                  |                |         |  |
| N.º                           | Título                                          | Letras         | Música           | Artista        | Duração |  |
| 1.                            | "Please Don't Leave Anywhere" (떠나지마)        | Doko           | Doko Sa Seung-ho | Doko           | 3:21    |  |
| 2.                            | "Please Don't Leave Anywhere" (떠나지마; Inst.) |                | Doko Sa Seung-ho |                | 3:21    |  |
| Duração total:                | Duração total:                                  | Duração total: | Duração total:   | Duração total: | 6:43    |  |

### Performance nas paradas
| Parada (2024)                    | Melhor posição |
| -------------------------------- | -------------- |
| Álbuns da Coreia do Sul (Circle) | 6              |

| Título                                                                              | Ano  | Melhor posição nas paradas | Melhor posição nas paradas | Melhor posição nas paradas | Notas   |
| Título                                                                              | Ano  | KOR                        | KOR Songs                  | WW                         | Notas   |
| ----------------------------------------------------------------------------------- | ---- | -------------------------- | -------------------------- | -------------------------- | ------- |
| "Sudden Shower" (Eclipse)                                                           | 2024 | 4                          | 8                          | 167                        | Part 1  |
| "Run Run" (Eclipse)                                                                 | 2024 | 38                         | —                          | —                          | Part 1  |
| "You & I" (Eclipse)                                                                 | 2024 | 99                         | —                          | —                          | Part 1  |
| "No Fate" (Eclipse)                                                                 | 2024 | 115                        | —                          | —                          | Part 1  |
| "Star" (N.Flying)                                                                   | 2024 | 85                         | —                          | —                          | Part 2  |
| "Like a Dream" (Minnie)                                                             | 2024 | 65                         | —                          | —                          | Part 3  |
| "May I Love You?" (Umji)                                                            | 2024 | —                          | —                          | —                          | Part 4  |
| "Super Ultra Man" (Deundeun Man)                                                    | 2024 | —                          | —                          | —                          | Part 4  |
| "I'll Be There" (Eclipse)                                                           | 2024 | 111                        | —                          | —                          | Part 4  |
| "A Day" (Jongho)                                                                    | 2024 | 133                        | —                          | —                          | Part 5  |
| "I Think I Did" (Yoo Hwe-seung)                                                     | 2024 | 35                         | —                          | —                          | Part 6  |
| "Monologue" (Jae Yeon)                                                              | 2024 | —                          | —                          | —                          | Part 7  |
| "Spring Snow" (10cm)                                                                | 2024 | 31                         | —                          | —                          | Part 8  |
| "Gift" (Ha Sung-woon)                                                               | 2024 | 135                        | —                          | —                          | Part 9  |
| "Please Don't Leave Anywhere" (Doko)                                                | 2024 | —                          | —                          | —                          | Part 10 |
| "—" indica uma música que não entrou nas paradas ou não foi lançada naquela região. |      |                            |                            |                            |         |

## Lançamento
Originalmente, a série estava programada para ser transmitida no segundo semestre de 2023; no entanto, foi transferido para o primeiro semestre de 2024 devido às mudanças na grade de programação de segunda e terça do canal tvN.
Durante a conferência "Meet & Grow" da CJ ENM em 18 de janeiro de 2024, a tvN revelou oficialmente que a estreia de Lovely Runner estava agendada para o início de abril de 2024. Posteriormente, foi confirmado que a estreia do drama será em 8 de abril de 2024, às 20:50 (KST) e também estaria disponível em plataformas de streaming, como no TVING na Coreia do Sul, U-Next no Japão, Vidio na Indonésia, e Viki e Viu em regiões selecionadas. Em 15 de julho de 2024, foi anunciado que a série de televisão estará disponível no catálogo da Netflix, em regiões selecionadas, a partir de 1º de agosto de 2024.

## Recepção

### Crítica
Apesar de seus modestos números de audiência, Lovely Runner recebeu críticas positivas por parte do público, contribuindo significativamente para a ascensão de Byeon Woo-seok a fama e solidificando a reputação de Kim Hye-yoon na indústria de entretenimento sul-coreana. Jeong Deok-hyeon, crítico de cinema e um dos jurados da prestigiada premiação Baeksang Arts Awards, elogiou Kim por sua excepcional habilidade ao atuar como a protagonista Im Sol.
The Straits Times, jornal nacional de Singapura, deu à série quatro de cinco estrelas, afirmando que a história de amor entre os personagens retratados por Byeon e Kim era cativante e o enredo "multifacetado" ficava cada vez mais rico no desenrolar de cada episódio. A Time, revista americana, elogiou o drama como um dos melhores K-dramas transmitidos no ano de 2024, enaltecendo a série por seu uso de "gêneros familiares para criar uma experiência de história emocionante, inesperada e continuamente comovente".
Após o enorme sucesso do programa, "Sudden Shower", a música cantada por Byeon no drama, vocalista da boy band fictícia de K-pop Eclipse, entrou nas paradas da Billboard Global 200.

### Audiência
| Temporada | Temporada | Ep. 1 | Ep. 2 | Ep. 3 | Ep. 4 | Ep. 5 | Ep. 6 | Ep. 7 | Ep. 8 | Ep. 9 | Ep. 10 | Ep. 11 | Ep. 12 | Ep. 13 | Ep. 14 | Ep. 15 | Ep. 16 | Audiência |
| --------- | --------- | ----- | ----- | ----- | ----- | ----- | ----- | ----- | ----- | ----- | ------ | ------ | ------ | ------ | ------ | ------ | ------ | --------- |
|           | 1         | 0.737 | 0.704 | 0.892 | 0.859 | 0.947 | 0.871 | 1.090 | 1.124 | 1.384 | 1.275  | 1.322  | 1.189  | 1.315  | 1.289  | 1.431  | 1.661  | 1.131     |

| Ep. | Data de transmissão original | Parcela média de audiência (Nielsen Korea) | Parcela média de audiência (Nielsen Korea) |
| Ep. | Data de transmissão original | Nacional                                   | Seul                                       |
| --- | ---------------------------- | ------------------------------------------ | ------------------------------------------ |
| 1 | 8 de abril de 2024           | 3.073% (2º)                                | 3.176% (2º)                                |
| 2 | 9 de abril de 2024           | 2.710% (3º)                                | 2.918% (3º)                                |
| 3 | 15 de abril de 2024          | 3.444% (1º)                                | 3.678% (1º)                                |
| 4 | 16 de abril de 2024          | 3.378% (1º)                                | 4.069% (1º)                                |
| 5 | 22 de abril de 2024          | 3.435% (2º)                                | 3.834% (2º)                                |
| 6 | 23 de abril de 2024          | 3.377% (1º)                                | 3.946% (1º)                                |
| 7 | 29 de abril de 2024          | 4.459% (1º)                                | 5.259% (1º)                                |
| 8 | 30 de abril de 2024          | 4.095% (1º)                                | 4.656% (1º)                                |
| 9 | 6 de maio de 2024            | 4.759% (1º)                                | 5.638% (1º)                                |
| 10 | 7 de maio de 2024            | 4.752% (1º)                                | 5.973% (1º)                                |
| 11 | 13 de maio de 2024           | 4.735% (1º)                                | 5.670% (1º)                                |
| 12 | 14 de maio de 2024           | 4.260% (1º)                                | 5.002% (1º)                                |
| 13 | 20 de maio de 2024           | 4.568% (1º)                                | 5.214% (1º)                                |
| 14 | 21 de maio de 2024           | 4.827% (1º)                                | 5.349% (1º)                                |
| 15 | 27 de maio de 2024           | 5.297% (1º)                                | 6.197% (1º)                                |
| 16 | 28 de maio de 2024           | 5.762% (1º)                                | 7.208% (1º)                                |
| Média | Média                        | 4.183%                                     | 4.862%                                     |
| - Na tabela acima, os números em azul representam a audiência mais baixa números em vermelho representam a audiência mais alta. - Esta série foi ao ar em um canal a cabo/TV paga que normalmente tem uma audiência relativamente menor em comparação com a TV aberta/emissoras públicas (KBS, SBS, MBC, e EBS). |                              |                                            |                                            |

## Prêmios e indicações

### Prêmios
| Cerimônia                        | Ano  | Categoria                                                                    | Indicado(s) / Trabalho | Resultado | Ref.   |
| -------------------------------- | ---- | ---------------------------------------------------------------------------- | ---------------------- | --------- | ------ |
| Seoul International Drama Awards | 2024 | Estrela Asiática de Excelência: Prêmio de Popularidade da Coreia (Masculino) | Byeon Woo-seok         | Pendente  | [ 47 ] |
| Seoul International Drama Awards | 2024 | Estrela Asiática de Excelência: Prêmio de Popularidade da Coreia (Feminino)  | Kim Hye-yoon           | Pendente  | [ 47 ] |

### Honras de estado
| País ou organização           | Ano  | Honra ou prêmio                                                          | Indicado     | Ref.   |
| ----------------------------- | ---- | ------------------------------------------------------------------------ | ------------ | ------ |
| Newsis K-EXPO Cultural Awards | 2024 | Prêmio da Comissão de Cultura, Esportes e Turismo da Assembleia Nacional | Kim Hye-yoon | [ 48 ] |

### Artigos em lista
| Editora | Ano  | Lista                                       | Posição  | Ref.   |
| ------- | ---- | ------------------------------------------- | -------- | ------ |
| NME     | 2024 | Os 10 melhores K-dramas de 2024 – até agora | Incluído | [ 49 ] |